# Pleurothallis bevilacquana
Pleurothallis bevilacquana är en orkidéart som beskrevs av Germán Carnevali och Ivón Mercedes Ramírez Morillo. Pleurothallis bevilacquana ingår i släktet Pleurothallis och familjen orkidéer. Inga underarter finns listade i Catalogue of Life.